# Élie-Abel Carrière
Élie-Abel Carrière (May-en-Multien, 4 de junio de 1818-París, 17 de agosto de 1896) fue un botánico y horticultor francés.

## Biografía
Fue el jefe de los jardineros hortícolas del Museo Nacional de Historia Natural de Francia. Además fue redactor en jefe de la Revue Horticole y ejerció una gran influencia sobre la horticultura además de ser el mayor horticultor francés de su época. Fue también la mayor autoridad en gymnospermas a mediados del siglo xix. También fue un activo promotor ante Napoleón III para la reforestación de las montañas, que empezó bajo su mandato, después de décadas de resistencia popular en contra.
Igual que Hooker en Inglaterra, Carrière se percató que la magnolia era una nueva especie. Publicó la descripción de esta planta en la Revue Horticole [Revista Hortícola] en 1890 nombrándola como Magnolia wieseneri.
Carrière fue la autoridad líder en coníferas en el periodo de 1850 a 1870, describiendo numerosas nuevas especies, y los nuevos géneros Tsuga, Keteleeria y Pseudotsuga. Su trabajo más importante fue el Traité Général des Conifères, publicado en 1855, con una segunda edición revisada y aumentada en 1867.
Publicó numerosas obras sobre el cultivo de los árboles frutales, así como de la obtención de variedades horticolas. Escribió así mismo libros de filosofía y de moral.

## Obras
- Jardin fruitier - Fruits à pépins - Poires 1845
- Pépinières 1855
- Traité général des conifères ou description de toutes les espèces et variétés Carriere, Elie Abel. París. 1855, y con una segunda, y extensa edición revisada de 1867
- Entretiens familiers sur l'horticulture 1860
- (Les) Arbres et la civilisation Carriere, E. A. París. 1860
- Guide pratique du jardinier multiplicateur 1862
- Production et fixation des variétées dans les végétaux 1865
- Arbre généalogique du groupe pêcher 1867
- Description et classification des variétés de pêchers et de brugnoniers 1867
- Encyclopédie horticole 1880
- Montreuil aux pêches-Historique et pratiques 1880
- Semis et mise à fruit des arbres fruitiers 1881
- Étude générale du genre Pommier 1883
- Pommiers microcarpes et pommiers d'agrément
- La Vigne et Réfutations sur la culture de la vigne
- Semis et mise à fruit des arbres fruitiers 1880-1881
- L'arbre fruitier haute tige. Manuel pratique d'arboriculture fruitière 1908

## Epónimos
Género
- (Flacourtiaceae) Carrierea Franch.[1]

Especies
- (Agavaceae) Yucca × carrierei André[2]
- (Bromeliaceae) Tillandsia carrierei André[3]
- (Celastraceae) Euonymus carrierei Hort. ex Dippel[4]
- (Grossulariaceae) Ribes carrierei C.K.Schneid.[5]
- (Orchidaceae) Cattleya carrierei Houllet[6]
- (Pinaceae) Pinus carrierei Roezl[7]
- (Rosaceae) Crataegus × carrierei Carrière[8]
- (Rosaceae) Crataegus carrierei Hort Vauvel[9]